# Marlene Magnus
Marlene Magnus (* 11. Juni 1936 in Neuhaus-Schierschnitz) ist eine deutsche Malerin und Grafikerin.

## Leben und Werk
Marlene Magnus absolvierte von 1950 bis 1953 in Sonneberg eine Ausbildung zur Mechanikerin und arbeitete danach im VEB Stern-Radio Sonneberg. Von 1954 bis 1957 besuchte sie die Arbeiter- und Bauernfakultät für Kunst an der Hochschule für Bildende Künste Dresden (HfBK), wo sie das Abitur erwarb. Von 1957 bis 1959 studierte sie an der Hochschule für industrielle Formgestaltung Halle – Burg Giebichenstein und von 1959 bis 1962 bei Max Schwimmer und Hans-Theo Richter an der HfBK. Seitdem arbeitet sie als freischaffende Künstlerin. Sie heiratete ihren Kommilitonen, den Grafiker Klaus Magnus, mit dem sie bis zur Trennung zumeist an seine jeweiligen Arbeitsorte zog, und arbeitet als freischaffende Künstlerin. So lebte sie bis 1964 in Hildburghausen, bis 1969 in Berlin, bis 1975 in Neuhaus-Schierschnitz und dann wieder in Berlin. Seit 1985 lebt und arbeitet sie in Wölfershausen. Sie war bis 1990 Mitglied des Verbands Bildender Künstler der DDR.

## Werke (Auswahl)
- Kindergarten I und Kindergarten II (1964, Holzschnitte)
- Winterstillleben (2009, Aquarell, 48 × 41 cm)[1]

## Ausstellungen (unvollständig)

### Einzelausstellungen
- 1968: Dresden, Leonhardi-Museum (mit Herta Günther und Werner Wischniowski)
- 1974: Berlin, Galerie im Turm (mit Klaus Magnus)
- 1977: Leipzig, Klub der Intelligenz „Gottfried Wilhelm Leibniz“ (mit Klaus Magnus)
- 1980: Suhl, Galerie am Steinweg
- 1982: Hoyerswerda, Kleine Galerie des Otto-Grotewohl-Klubs
- 1984: Berlin, Galerie am Prater
- 1999: Dresden, Leonhardi-Museum[2]
- 2016: Meiningen, Städtische Galerie ada („Begegnungen“; mit Peter Weber, * 1946)
- 2023: Fambach, Schloss Todenwarth[3]

### Teilnahme an zentralen und wichtigen regionalen Ausstellungen in der DDR
- 1971 und 1975: Suhl, Bezirkskunstausstellungen
- 1977, 1979 und 1983: Berlin, Bezirkskunstausstellungen
- 1989: Berlin und andere Städte, „100 ausgewählte Grafiken“